# Sieraków (wieś w województwie śląskim)
Sieraków – wieś w Polsce, położona w województwie śląskim, w powiecie częstochowskim, w gminie Przyrów.
W latach 1975–1998 wieś administracyjnie należała do województwa częstochowskiego.
W Sierakowie w XVII wieku istniała kuźnica należąca do marszałka wielkiego koronnego, starosty krzepickiego i olsztyńskiego Mikołaja Wolskiego. Po śmierci właściciela wskutek braku spadkobierców kuźnica uległa dewastacji.